# Quercus hiholensis
Quercus hiholensis és una espècie extinta de roure que s'ha classificat que pertany a la família de les fagàcies i dins de la secció dels roures blancs. Quercus hiholensis és conegut pels fòssils del Miocè mitjà trobats al centre de l'estat de Washington, als Estats Units.

## Descripció
Les glans de Quercus hiholensis varien de 4 a 4,3 mm a 15,3 per 18,8 mm amb un umbo a la punta d'uns fruits secs, però absent en d'altres. De les vint-i-sis glans identificades de Q. hiholensis, només un espècimen té una nou que surt de la cúpula, mentre que en els altres només mostren el periant i els estils, o umbo. Els exteriors de les cúpules comprenen escates disposades helicoïdalment que tenen una punta semblant al paper i fan fins als 2,8 mm amb la punta com el paper que s'estén fins als 1,4 mm més. La cúpula té taques d'esclereides que n'estan escampades amb algunes de les esclereides que s'associen amb bases d'escates organitzades en taques blanques en forma d'estrella. Els fruits tenen una forma ovoide a ovoide-cònica, que oscil·la entre els 2,7 per 2,6 mm i els 9 per 10,9 mm. Els fruits més petits i menys madurs, mostren una estructuració diferent dels estils i del periant. Els estils tenen puntes acampanades i són curts, mentre que el periant té lòbuls diferents que estan molt a prop dels estils. Com és típic per a les glans de la secció Quercus, els exemplars més joves encara presenten el segon òvul avortat i l'envà divisori a prop de la base del fruit en desenvolupament.

## Història i classificació
L'espècie es va descriure per primera vegada a partir d'exemplars de glans silicificats conservats al chert de la "Flora del canyó de Yakima" ("Yakima Canyon Flora").
El chert es va recuperar del lloc "Hi hole" ("Hola, forat"), una de les localitats fòssils del "county line hole" ("forat de la línia del comtat") de la "Flora del canyó de Yakima" situada al nord de la carretera interestatal 82 al comtat de Yakima, Washington.
El lloc "Hi hole" treballa estrats que es creia que formaven part del paquet de flux museístic dins de les intercalacions de la unitat Sentinel Bluffs de la part central del Columbia Plateau N2 Grande Ronde Basalt, Columbia River Basalt Group
El lloc "Hi hole" treballa estrats que es creia que formaven part del paquet de flux museístic dins dels llits de la unitat Sentinel Bluffs del centre de Columbia Plateau N₂ Grande Ronde Basalt, Grup basàltic de Colúmbia. Els entramats del paquet del flux museístic, designats com a localitat tipus, estan datats al Miocè mitjà i tenen una antiguitat aproximada de 15,6 milions d'anys. La reavaluació posterior del lloc "hi hole" va indicar que el lloc s'inclou en un flux de basalt, en lloc de formar part del paquet de flux del museu entrellaçat. L'avaluació suggereix que el basalt forma part del basalt de Wanapum i que els fòssils són possiblement una mica més joves del que es va informar anteriorment. La datació que es va informar el 2007 d'un lloc relacionat a prop d'Ellensburg, Washington, van confirmar que els dipòsits treballats són bosses dins dels fluxos de basalt i que la data de 15,6 milions d'anys era exacta.
En el moment de l'estudi, el gla holotip, l'espècimen UWBM 45-I i una sèrie d'exemplars de paratips es conserven al Museu Burke d'història natural i cultura, mentre que altres fòssils examinats que no formaven part de la sèrie tipus formaven part de les col·leccions paleobotàniques de la Universitat Estatal d'Arizona. Els espècimens representen un ventall de condicions de conservació, que van des de les exposades en superfícies desgastades del chert, totalment desgastades del chert, i com a motlles buits del chert de les glans. Els paleobotànics Sandra Borgardt i Kathleen Pigg van estudiar un total de 42 exemplars en chert, i la seva descripció tipus del 1999 es va publicar a l'American Journal of Botany. Borgardt i Pigg van escollir l'epítet específic hiholensis com a referència a la localitat "Hi hole" que és la localitat tipus de l'espècie.
Basant-se en la morfologia floral i de les glans, Borgardt i Pigg van situar l'espècie en el subgènere Quercus secció Quercus, que inclou els roures blancs vius. Com que Q. hiholensis va ser el primer roure que es va descriure a partir de glans conservades anatòmicament, van optar per col·locar els fòssils en una nova espècie en lloc de descriure’ls com a fòssils de les espècies vives, o glans que pertanyen a una espècie fòssil ja descrita. Els autors també van assenyalar que algunes de les glans presenten signes de possibles danys per insectes, amb túnels conservats, possibles excrements i possibles larves en algunes glans. Els danys generals són similars als danys causats pels escarabats a les glans modernes, i les troballes de Q. hiholensis suggereixen una relació roure/insecte que s'estén almenys al Miocè.